# Les Brunels

Les Brunels este o comună în departamentul Aude din sudul Franței. În 1 ianuarie 2022 avea o populație de 268 de locuitori.